# Hylocereus monacanthus
Hylocereus monacanthus är en art i växtfamiljen kaktusar som förekommer i södra Centralamerika, norra Sydamerika och Små Antillerna.

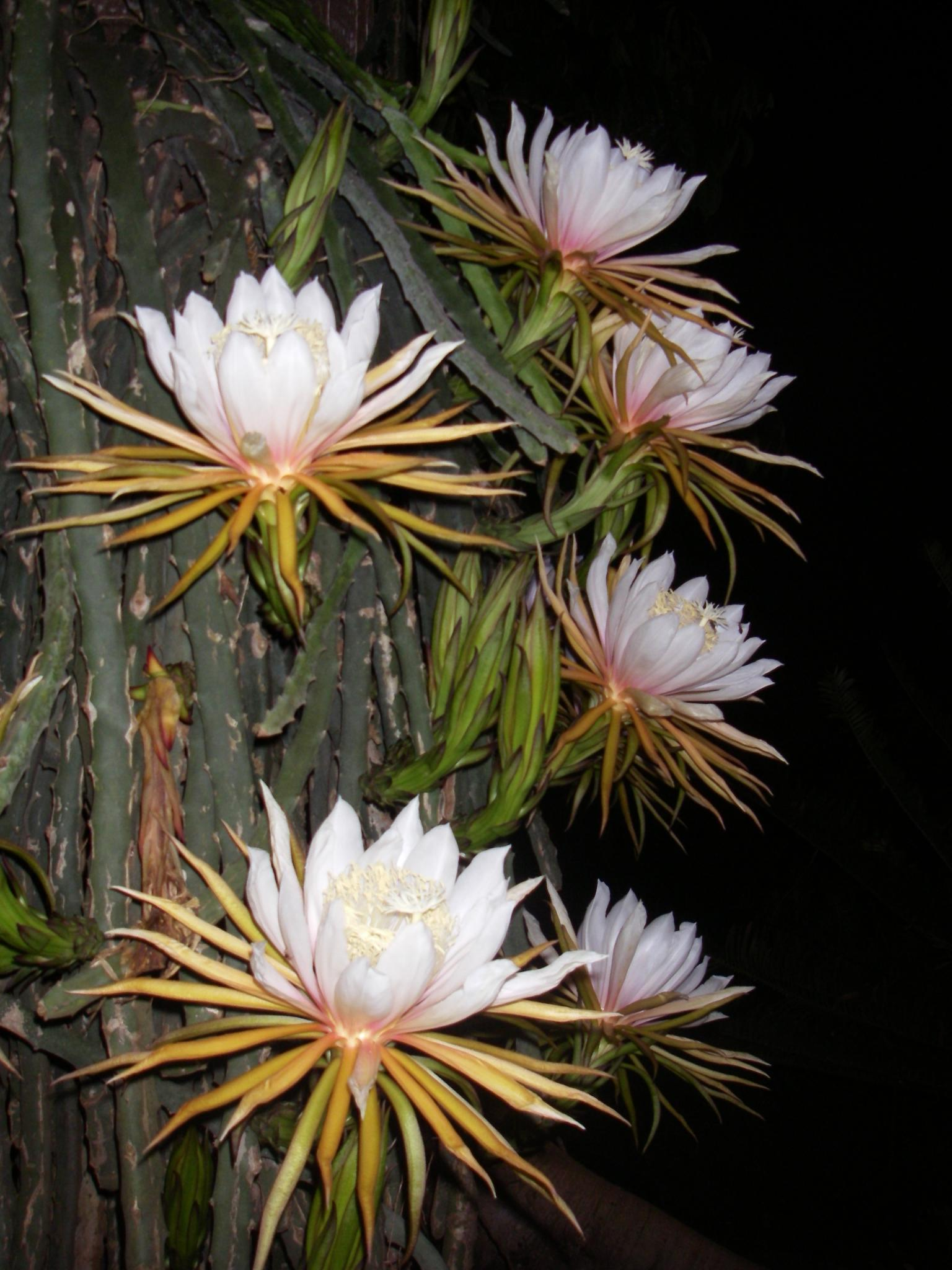